# Pixar Talking Pictures
Pixar Talking Pictures is de auteursrechtelijke divisie van Pixar Animation Studios, waarvoor de animatiefilms juridisch geproduceerd worden. Het is een Britse lege holding, waarvan de naam aan het einde van elke Disney/Pixar-film vermeld staat.